# Cadel Evans
Cadel Lee Evans (sinh ngày 14 tháng 2 năm 1977 tại Katherine, Northern Territory) là một cua rơ chuyên nghiệp người Úc. Anh đã giành chiến thắng tại Tour de France 2011, trở thành người Úc đầu tiền giành áo vàng chung cuộc ở giải đấu này.
Cadel Evans đua cho Đội đua UCI ProTeam BMC và người chiến thắng của Tour de France 2011. Trong năm 2007, Evans đã trở thành người Úc đầu tiên giành chiến thắng trong UCI ProTour. Trước khi chuyển đi xe đạp đường vào năm 2001, Evans là một ngọn núi vô địch biker, đầu tiên lái xe cho các đội Diamondback MTB, sau đó cho các nhóm MTB Volvo-Cannondale, chiến thắng World Cup năm 1998 và 1999 và giành vị trí thứ bảy trong núi xuyên quốc gia nam cuộc đua xe đạp tại Thế vận hội mùa hè năm 2000 tại Sydney. Anh trở thành người Úc đầu tiên giành chiến thắng sự kiện UCI Road World Championships vào ngày 27 tháng 9 năm 2009 tại Mendrisio, Thụy Sĩ. Cadel là người Úc giành chiến thắng Tour de France trong lịch sử 108 năm của cuộc đua này.